# Pietro (metropolita di Kiev)
Pietro I (in ucraino Петро?; Volinia, ... – Mosca, 21 dicembre 1326) è stato un monaco cristiano e arcivescovo ortodosso ucraino, metropolita di Mosca e di tutta la Russia.
Fu il metropolita russo che spostò il proprio seggio episcopale da Vladimir a Mosca. Dopo la sua morte fu proclamato dalla Chiesa ortodossa russa santo patrono della città di Mosca ed è ricordato il 21 dicembre.

## Biografia
Pietro nacque nella regione storica della Volinia, nell'odierna Ucraina da genitori devoti al cristianesimo ortodosso. All'età di dodici anni entrò in monastero e, come ci riferiscono le sue agiografie, si distinse immediatamente nello studio scientifico, in quello delle Sacre Scritture e nelle discipline artistiche, tanto che diventò presto rinomato per la bellezza delle icone da lui dipinte. Poco dopo avere preso gli ordini di ieromonaco, lasciò il monastero dove aveva studiato per dedicarsi a una vita ascetica, dedita alla preghiera e alla contemplazione, nei pressi del fiume Rata (affluente  del Bug Occidentale). Presto cominciò a radunarsi presso di lui una comunità di monaci, con la quale Pietro fonderà il monastero di Novodvorsk  diventandone egumeno. Nel 1308 su proposta di re Giorgio II di Galizia fu nominato per la sede vacante di Metropolita di Kiev e di tutta la Rus' dal patriarca di Costantinopoli.
Michail Jaroslavič, gran principe di Vladimir e Tver', non riuscì ad imporre il proprio candidato a questa carica (un abate chiamato Gerontius) e l'elezione di Pietro creò di conseguenza un forte attrito tra il principe e quest'ultimo.
L'alleanza di Pietro con Mosca aiutò il Metropolita a rafforzare la propria autorità e la propria indipendenza da Michail e contribuì ad accrescere il prestigio dei Principi di Mosca. Nel 1325 Pietro trasferì il proprio seggio vescovile da Vladimir a Mosca, dove ricevette in dono un grande appezzamento fondiario. Diventando di fatto la capitale spirituale di Russia, la posizione politica di Mosca ne uscì notevolmente rafforzata.
Precedentemente, intorno al 1312, il nuovo Metropolita aveva posto in essere un viaggio diplomatico presso l'Orda d'Oro di Uzbek Khan, e aveva ottenuto da questi la salvaguardia dei diritti del clero russo.
Dopo l'arrivo del Metropolita a Mosca furono costruite da Ivan Kalita la cattedrale della Dormizione e numerose altre chiese del Cremlino, e fu inoltre fondato da Pietro stesso il monastero Vysoko-Petrovskij. Il santo morì il 21 dicembre 1326 dopo aver redatto un gran numero di sermoni e di epistole.
Dopo la sua canonizzazione da parte del Metropolita Alessio, la sua venerazione si propagò per tutta la Moscovia e gli furono dedicate molte chiese in tutte le città della Russia.